# Mobil enhetshantering
Mobil enhetshantering (eng. mobile device management, MDM) är administration av mobila enheter, som smartphones, surfplattor och bärbara datorer. MDM implementeras vanligtvis med användning av en tredjepartsprodukt som har hanteringsfunktioner för särskilda leverantörer av mobila enheter.

## Funktioner
Några av kärnfunktionerna i MDM inkluderar: 
- Säkerställa att mångfaldig användarutrustning är konfigurerad till en konsekvent standard/stödd uppsättning applikationer, funktioner eller företagspolicyer
- Uppdatera utrustning, applikationer, funktioner eller policyer på ett skalbart sätt
- Se till att användare använder applikationer på ett konsekvent och stödjande sätt
- Se till att utrustningen fungerar konsekvent
- Övervaknings- och spårningsutrustning (t.ex. plats, status, ägande, aktivitet)
- Att effektivt kunna diagnostisera och felsöka utrustning på distans

MDM-funktionalitet kan inkludera trådlös distribution av applikationer, data och konfigurationsinställningar för alla typer av mobila enheter, inklusive mobiltelefoner, smartphones, surfplattor etc. Senast har bärbara och stationära datorer lagts till i listan över system som stöds eftersom MDM handlar mer om grundläggande enhetshantering och mindre om själva mobila plattformen.